# Sam Lenarduzzi
Silvano "Sam" Lenarduzzi (Údine; 19 de diciembre de 1949) es un exjugador de fútbol ítalo-canadiense. Representó a Canadá en tres eliminatorias para la Copa Mundial de la FIFA y jugó junto su hermano Bob en Whitecaps FC y con la selección de Canadá.

## Trayectoria
Se crio en Vancouver y tenía solo 16 años cuando debutó en la Liga de la Costa del Pacífico con el Vancouver Columbus FC durante la temporada 1965-66. Se unió al Vancouver Whitecaps cuando ese club se formó en 1974 y jugó un papel importante en la defensa hasta que se transfirió a Toronto Blizzard en 1979.

## Selección nacional
De 1967 a 1980, hizo 43 apariciones internacionales combinadas ("A" y "B") para Canadá, en ese momento un récord nacional.

### Participaciones en Campeonatos Concacaf
| Copa                                       | Sede   | Resultado    | Part. | Goles |
| ------------------------------------------ | ------ | ------------ | ----- | ----- |
| Campeonato de Naciones de la Concacaf 1977 | México | Cuarto lugar | 5     | 0     |

### Partidos internacionales
| \| N.º \| Fecha \| Ciudad \| Local \| Res. \| Visitante \| Competición \| \| --- \| ------------------------ \| ---------------- \| -------------------- \| ---- \| -------------- \| ------------------------------------------------- \| \| 1 \| 6 de octubre de 1968 \| Toronto \| Canadá \| 4:0 \| Bermudas \| Clasificación para la Copa Mundial de 1970 \| \| 2 \| 13 de octubre de 1968 \| Toronto \| Canadá \| 4:2 \| Estados Unidos \| Clasificación para la Copa Mundial de 1970 \| \| 3 \| 20 de octubre de 1968 \| Hamilton \| Bermudas \| 0:0 \| Canadá \| Clasificación para la Copa Mundial de 1970 \| \| 4 \| 27 de octubre de 1968 \| Atlanta \| Estados Unidos \| 1:0 \| Canadá \| Clasificación para la Copa Mundial de 1970 \| \| 5 \| 20 de agosto de 1972 \| Saint John \| Canadá \| 3:2 \| Estados Unidos \| Clasificación para el Campeonato Concacaf de 1973 \| \| 6 \| 24 de agosto de 1972 \| Toronto \| Canadá \| 0:1 \| México \| Clasificación para el Campeonato Concacaf de 1973 \| \| 7 \| 29 de agosto de 1972 \| Baltimore \| Estados Unidos \| 2:2 \| Canadá \| Clasificación para el Campeonato Concacaf de 1973 \| \| 8 \| 6 de septiembre de 1972 \| Ciudad de México \| México \| 2:1 \| Canadá \| Clasificación para el Campeonato Concacaf de 1973 \| \| 9 \| 1 de agosto de 1973 \| Toronto \| Canadá \| 1:3 \| Polonia \| Amistoso \| \| 10 \| 5 de agosto de 1973 \| Windsor \| Canadá \| 0:2 \| Estados Unidos \| Amistoso \| \| 11 \| 10 de noviembre de 1973 \| Puerto Príncipe \| Haití \| 5:1 \| Canadá \| Amistoso \| \| 12 \| 12 de noviembre de 1973 \| Puerto Príncipe \| Haití \| 0:1 \| Canadá \| Amistoso \| \| 13 \| 12 de abril de 1974 \| Hamilton \| Bermudas \| 0:0 \| Canadá \| Amistoso \| \| 14 \| 9 de octubre de 1974 \| Frankfurt \| Alemania Democrática \| 2:0 \| Canadá \| Amistoso \| \| 15 \| 31 de octubre de 1974 \| Varsovia \| Polonia \| 2:0 \| Canadá \| Amistoso \| \| 16 \| 5 de enero de 1975 \| La Habana \| Cuba \| 4:0 \| Canadá \| Amistoso \| \| 17 \| 10 de octubre de 1976 \| Vancouver \| Canadá \| 1:0 \| México \| Clasificación para el Campeonato Concacaf de 1977 \| \| 18 \| 20 de octubre de 1976 \| Seattle \| Estados Unidos \| 2:0 \| Canadá \| Clasificación para el Campeonato Concacaf de 1977 \| \| 19 \| 27 de octubre de 1976 \| Toluca de Lerdo \| México \| 0:0 \| Canadá \| Clasificación para el Campeonato Concacaf de 1977 \| \| 20 \| 22 de diciembre de 1976 \| Puerto Príncipe \| Canadá \| 3:0 \| Estados Unidos \| Clasificación para el Campeonato Concacaf de 1977 \| \| 21 \| 11 de septiembre de 1977 \| Puerto España \| Trinidad y Tobago \| 1:1 \| Canadá \| Amistoso \| \| 22 \| 8 de octubre de 1977 \| Monterrey \| Canadá \| 1:2 \| El Salvador \| Campeonato de Naciones de 1977 \| \| 23 \| 12 de octubre de 1977 \| Ciudad de México \| Canadá \| 2:1 \| Surinam \| Campeonato de Naciones de 1977 \| \| 24 \| 16 de octubre de 1977 \| Ciudad de México \| Canadá \| 2:1 \| Guatemala \| Campeonato de Naciones de 1977 \| \| 25 \| 20 de octubre de 1977 \| Monterrey \| Haití \| 1:1 \| Canadá \| Campeonato de Naciones de 1977 \| \| 26 \| 22 de octubre de 1977 \| Monterrey \| México \| 3:1 \| Canadá \| Campeonato de Naciones de 1977 \| \| 27 \| 15 de septiembre de 1980 \| Vancouver \| Canadá \| 4:0 \| Nueva Zelanda \| Amistoso \| |                          |                  |                      |      |                |                                                   |
| N.º | Fecha                    | Ciudad           | Local                | Res. | Visitante      | Competición                                       |
| 1 | 6 de octubre de 1968     | Toronto          | Canadá               | 4:0  | Bermudas       | Clasificación para la Copa Mundial de 1970        |
| 2 | 13 de octubre de 1968    | Toronto          | Canadá               | 4:2  | Estados Unidos | Clasificación para la Copa Mundial de 1970        |
| 3 | 20 de octubre de 1968    | Hamilton         | Bermudas             | 0:0  | Canadá         | Clasificación para la Copa Mundial de 1970        |
| 4 | 27 de octubre de 1968    | Atlanta          | Estados Unidos       | 1:0  | Canadá         | Clasificación para la Copa Mundial de 1970        |
| 5 | 20 de agosto de 1972     | Saint John       | Canadá               | 3:2  | Estados Unidos | Clasificación para el Campeonato Concacaf de 1973 |
| 6 | 24 de agosto de 1972     | Toronto          | Canadá               | 0:1  | México         | Clasificación para el Campeonato Concacaf de 1973 |
| 7 | 29 de agosto de 1972     | Baltimore        | Estados Unidos       | 2:2  | Canadá         | Clasificación para el Campeonato Concacaf de 1973 |
| 8 | 6 de septiembre de 1972  | Ciudad de México | México               | 2:1  | Canadá         | Clasificación para el Campeonato Concacaf de 1973 |
| 9 | 1 de agosto de 1973      | Toronto          | Canadá               | 1:3  | Polonia        | Amistoso                                          |
| 10 | 5 de agosto de 1973      | Windsor          | Canadá               | 0:2  | Estados Unidos | Amistoso                                          |
| 11 | 10 de noviembre de 1973  | Puerto Príncipe  | Haití                | 5:1  | Canadá         | Amistoso                                          |
| 12 | 12 de noviembre de 1973  | Puerto Príncipe  | Haití                | 0:1  | Canadá         | Amistoso                                          |
| 13 | 12 de abril de 1974      | Hamilton         | Bermudas             | 0:0  | Canadá         | Amistoso                                          |
| 14 | 9 de octubre de 1974     | Frankfurt        | Alemania Democrática | 2:0  | Canadá         | Amistoso                                          |
| 15 | 31 de octubre de 1974    | Varsovia         | Polonia              | 2:0  | Canadá         | Amistoso                                          |
| 16 | 5 de enero de 1975       | La Habana        | Cuba                 | 4:0  | Canadá         | Amistoso                                          |
| 17 | 10 de octubre de 1976    | Vancouver        | Canadá               | 1:0  | México         | Clasificación para el Campeonato Concacaf de 1977 |
| 18 | 20 de octubre de 1976    | Seattle          | Estados Unidos       | 2:0  | Canadá         | Clasificación para el Campeonato Concacaf de 1977 |
| 19 | 27 de octubre de 1976    | Toluca de Lerdo  | México               | 0:0  | Canadá         | Clasificación para el Campeonato Concacaf de 1977 |
| 20 | 22 de diciembre de 1976  | Puerto Príncipe  | Canadá               | 3:0  | Estados Unidos | Clasificación para el Campeonato Concacaf de 1977 |
| 21 | 11 de septiembre de 1977 | Puerto España    | Trinidad y Tobago    | 1:1  | Canadá         | Amistoso                                          |
| 22 | 8 de octubre de 1977     | Monterrey        | Canadá               | 1:2  | El Salvador    | Campeonato de Naciones de 1977                    |
| 23 | 12 de octubre de 1977    | Ciudad de México | Canadá               | 2:1  | Surinam        | Campeonato de Naciones de 1977                    |
| 24 | 16 de octubre de 1977    | Ciudad de México | Canadá               | 2:1  | Guatemala      | Campeonato de Naciones de 1977                    |
| 25 | 20 de octubre de 1977    | Monterrey        | Haití                | 1:1  | Canadá         | Campeonato de Naciones de 1977                    |
| 26 | 22 de octubre de 1977    | Monterrey        | México               | 3:1  | Canadá         | Campeonato de Naciones de 1977                    |
| 27 | 15 de septiembre de 1980 | Vancouver        | Canadá               | 4:0  | Nueva Zelanda  | Amistoso                                          |

## Clubes
| Club                        | País   | Año       |
| --------------------------- | ------ | --------- |
| Vancouver Columbus          | Canadá | 1966-1972 |
| Vancouver Spartans (cesión) | Canadá | 1969      |
| Vancouver Italia            | Canadá | 1973-1974 |
| Vancouver Whitecaps         | Canadá | 1974-1978 |
| Toronto Blizzard            | Canadá | 1979-1982 |